# غاو درة (صائين قلعة)
غاو درة (بالفارسية: گاودره) هي قرية تقع في إيران في قسم صائين قلعة الریفي. يقدر عدد سكانها بـ 309 نسمة بحسب إحصاء 2016.